# Miquel Gaietà Soler i Rabassa
Miquel Gaietà Soler i Rabassa (Palma, 27 de setembre de 1746 - Malagón, 17 de maig de 1809) fou un advocat i polític il·lustrat mallorquí.
Va ocupar diversos càrrecs jurídics a Balears i va ser superintendent general d'Hisenda. Va realitzar una meritòria carrera. Fou magistrat de l'Audiència de Mallorca; assessor del Tribunal Civil d'Eivissa i Formentera, i en 1798 presenta a Madrid un informe sobre el desenvolupament de les illes Pitiüses que el congracià amb el llavors ministre d'hisenda Francisco de Saavedra. En aquest mateix any, 1798, és nomenat Ministre d'Hisenda del govern de Godoy sota el rei Carles IV. Va establir diverses mesures econòmiques per a plantar cara a la inflació i subvenir a les necessitats de la corona, però amb escàs èxit, pel que va arbitrar nous impostos.
En el període 1805-07, va dictar un impost sobre el vi, provocant diversos avalots i empresonaments de pagesos. A Mallorca, malgrat que va autoritzar l'exportació de l'oli, no va agradar que els seus parents i amics ocupessin la majoria dels càrrecs importants i el 1807, quan imposa les taxes sobre el vi, es produïxen protestes en alguns pobles i un boicot contra la importació de vi. Soler ocupà el càrrec de ministre de finances des de 1798 al 1808. El balanç de la seva política ha estat injustament valorat per la historiografia, ja que no es pot oblidar el fet que gràcies a la seva labor es va poder mantenir a flotació el crèdit públic, creant les Oficines de Foment (origen dels posteriors Instituts d'Estadística), i reduint el Deute Públic.
Va escriure El estado de la real hacienda (1798) i Los aranceles de España (1802). Miquel Gaietà Soler va ser el primer desamortitzador dels béns eclesiàstics que hi va haver a Espanya. Amb l'ordre de venda d'una setena part dels seus béns, es va enemistar amb l'Església. Va realitzar una de les primeres divisions provincials de l'estat, essent secretari d'Hisenda, l'any 1799.

## El Ministre Soler, assassinat
El 1808 arriba Joaquim Murat a Madrid. Soler ha dimitit del seu càrrec després de deu anys d'exercir-lo i el govern s'ha descompost. Durant el motí d'Aranjuez, la seva casa va ser saquejada i ell va ingressar a la presó, acusat de malbaratament de fons públics. Miquel Gaietà Soler i Rabassa, innocent, va ser posat en llibertat amb tots els pronunciaments favorables. Arran de les notícies de la seva destitució, es va originar a Palma i en alguns pobles de l'illa de Mallorca una persecució contra els seus partidaris que varen intentar defensar-se al castell de Bellver. Marxa a Andalusia i en arribar l'11 de desembre a Malagón (Castella-La Manxa) per a passar allí la nit, és confós amb un general francès. Al donar-se a conèixer, per a apaivagar els ànims, l'identifiquen com l'autor dels impostos sobre el vi; i essent aquest poble castellà un dels més perjudicats, es va aixecar contra Soler, que va ser assassinat. Final trist d'un gran polític espanyol que va viure el seu present, i en ser aquest tan transcendental, es va projectar amb ell en el futur.